# 羊圈子镇
羊圈子镇，是中华人民共和国辽宁省盘锦市盘山县下辖的一个乡镇级行政单位。

## 行政区划
羊圈子镇下辖以下地区：
羊圈子社区、河西社区、大羊村、马丈房村、三家子村、后杨村、詹屯村、新立村、九龙村和才屯村。